# Récepteur des stéroïdes
Les récepteurs des stéroïdes (RS, SR en anglais pour steroid receptor) sont des protéines de la superfamille des récepteurs nucléaires liant naturellement les hormones stéroïdes.

## Famille de récepteurs
Les récepteurs des stéroïdes sont classés en fonction de leurs ligands produits par l'organisme à partir du cholestérol :
- Récepteur des œstrogènes liant les œstrogènes
- Récepteur de la progestérone liant la progestérone
- Récepteur des androgènes liant la testostérone
- Récepteur des glucocorticoïdes liant les glucocorticoïdes
- Récepteur des minéralocorticoïdes liant les minéralocorticoïdes

## Structure

### Domaine de liaison à l'ADN
Le domaine de liaison à l'ADN ou DNA Binding Domain possède une structure caractéristique formée de deux régions dans lesquelles neuf résidus de cystéine établissent des liaisons de coordination avec un atome de zinc. Ces structures caractéristiques sont appelées « doigts de zinc» et sont caractéristiques de facteurs de transcription. Ces régions se lient à des séquences spécifiques d'ADN appelées « HRE (Hormone Response Elements) ». Les HREs possèdent des séquences particulières, ces séquences sont appelées « séquences consensus ».

## Physiopathologie
Ces récepteurs peuvent être perturbés par de très nombreux perturbateurs endocriniens — à des doses nettement inférieures (de cent à mille fois) aux doses cytotoxiques — qu'ils soient d'origine biologique, naturelle ou de synthèse comme les xénoestrogène, ou chimique à l'exemple des dioxines, du bisphénol A, des phtalates, des agents ignifuges bromés ou de l'arsenic,.